# محرز (اسم)
محرز هو اسم علم مذكر من أصل عربي، ومعناه هو من الفعل أحرز، الحافظ الصائن الجامع ذو قيمة ثمينة، ومحرز كذلك الملاذ الملجأ.

## شخصيات تحمل الاسم
- محرز العبيدي
- محرز اللوز (نحات تونسي، 1979 – )
- محرز بن خلف (قاضي تونسي، 951[3] – 1022[3])
- محرز بن نضلة
- محرز مصطفى

## وصلات خارجية
- موسوعة السلطان قابوس لأسماء العرب